# 21st Century (Digital Boy)
21st Century (Digital Boy) is een single geschreven door Brett Gurewitz van de punkband Bad Religion. Het origineel is in 1990 opgenomen voor het album Against the Grain. In 1994 is de single opnieuw opgenomen voor een ander album: Stranger than Fiction. 
De liedtekst kan opgevat worden als een afzet tegen de moderne cultuur, door de eerste zin uit het refrein: I'm a 21st Century Digital Boy, I don't know how to live, but I've got a lot of toys.
Hoewel de originele Against the Grain-versie de radio niet haalde, werd de versie van het album Stranger than Fiction een grote hit. In 2006 is de single gecoverd als "21st Century Digital Girl" door de Duitse trancegroep Groove Coverage. 
Het nummer verscheen naast Against the Grain en Stranger than Fiction ook op de dvd Live at the Palladium en het compilatiealbum Punk Rock Songs.

## Hitlijsten
| Jaar | Titel                      | Hitlijst              | Plaats |
| ---- | -------------------------- | --------------------- | ------ |
| 1994 | 21st Century (Digital Boy) | US Modern Rock Tracks | 11     |
| 1994 | 21st Century (Digital Boy) | UK Singles Chart      | 41     |

## Musici
- Greg Graffin - zang
- Brett Gurewitz - gitaar
- Greg Hetson - gitaar
- Jay Bentley - basgitaar
- Pete Finestone - drums

Noot: dit is de oorspronkelijke formatie; op de single die vier jaar later opgenomen is, is de drummer vervangen door Bobby Schayer.